# Cezar II Gonzaga
Cesare II Gonzaga (ur. 1592 w Mantui, zm. 26 lutego 1632) – książę Guastalli.
Był najstarszym spośród trzech synów księcia Guastalli Ferrante II i jego żony Vittorii Dorii. Po śmierci ojca 5 sierpnia 1630 wstąpił na tron. 
W 1612 poślubił Isabellę Orsini. Para miała dwóch synów:
- Ferrante III (1618-1678), kolejnego księcia Guastalli
- Vespasiano Vincenzo Gonzagę (1621-1687), przyszłego wicekróla Walencji